# TT223
La tombe thébaine TT 223 est située à El-Assasif, dans la nécropole thébaine, sur la rive ouest du Nil, face à Louxor en Égypte.
C'est la sépulture de Karakh-Amon (KrȜḫ-Jmn), premier prêtre du ka. Elle date de l'époque saïte.

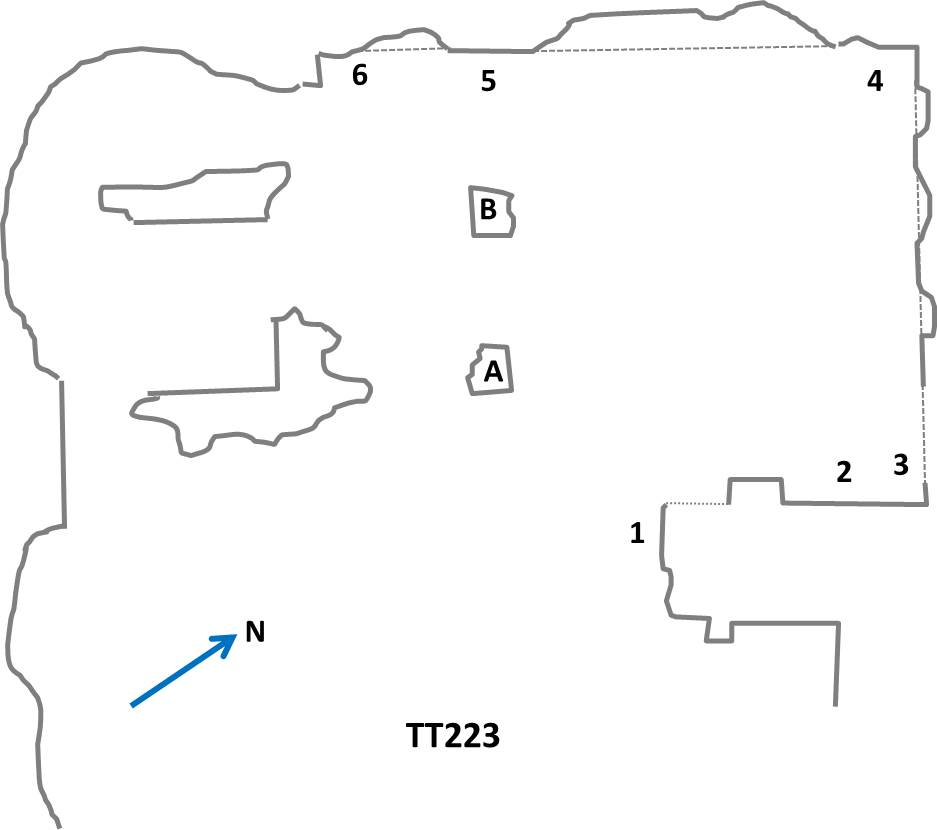
Plan de la tombe